# Missão Santa Cruz de San Sabá
A Missão Santa Cruz de San Sabá foi uma das missões espanholas no Texas, estabelecido em 1757 no que hoje é Condado de Menard. Localizado ao longo do rio San Saba, a missão tem por objetivo converter os membros do Apache Lipan tribo. Embora não Apache sempre residiu na missão, a sua existência convencido de que o Comanche que os espanhóis tinham se aliado do inimigo mortal do Comanche. Em 1758, a missão foi destruído em 2000 guerreiros representando o Comanche, Tonkawa e tribos Hasinai. Foi a única missão no Texas para ser completamente destruída por nativos americanos.